# Estrel Tower
Der Estrel Tower ist ein im Bau befindliches Hochhaus an der Sonnenallee im Berliner Ortsteil Neukölln. Nach seiner für Ende 2025 geplanten Fertigstellung wird er mit 176 Metern das höchste Haus Berlins sein. Er soll als Hotelturm ein Teil des Bauensembles des Estrel-Hotels werden.

## Bauherr und Eigentümer
Bauherren sind der Besitzer der Estrel Hotel-Betriebs-GmbH Ekkehard Streletzki und sein Sohn Maxim. Laut dem Tagesspiegel waren die geplanten Kosten mit 260 Millionen Euro (Stand: Sommer 2022) kalkuliert.

## Planung und Bau
Im Dezember 2017 beschloss die Neuköllner Bezirksverwaltung den Bebauungsplan Grundstück Sonnenallee 228. Es handelt sich um ein ca. 3,2 Hektar großes, ehemaliges Industriegelände der Kabelwerke Alcatel. Der Entwurf stammt vom Architekturbüro Barkow Leibinger. Geplant ist ein 176 Meter hohes Gebäude über 45 Etagen. Dieses soll „gut 1100 Zimmer“ erhalten, davon 525 Hotelzimmer sowie einen Fitness- und Spa-Bereich bekommen. Daneben soll der Estrel Tower Büro- und Coworking-Flächen, ein Restaurant und eine Skybar erhalten.
Im Juli 2021 begannen die Tiefbauarbeiten. Dafür wurden als Vorbereitung für das Fundament 52 Bohrpfähle in den Boden getrieben. Im Folgejahr wurde die 3,60 Meter starke Bodenplatte aus Beton gegossen. Am 3. November 2021 wurde das Bauprojekt der Öffentlichkeit vorgestellt. Die Grundsteinlegung war für Anfang 2022 vorgesehen.
Die Fertigstellung des Gebäudes und dessen Eröffnung war 2021 für das Jahr 2024 geplant. Im Februar 2024 erreichte der Rohbau eine Höhe von 100 Metern. Im Juli 2024 wurde die Fertigstellung bis Ende 2025 erwartet.

## Lage

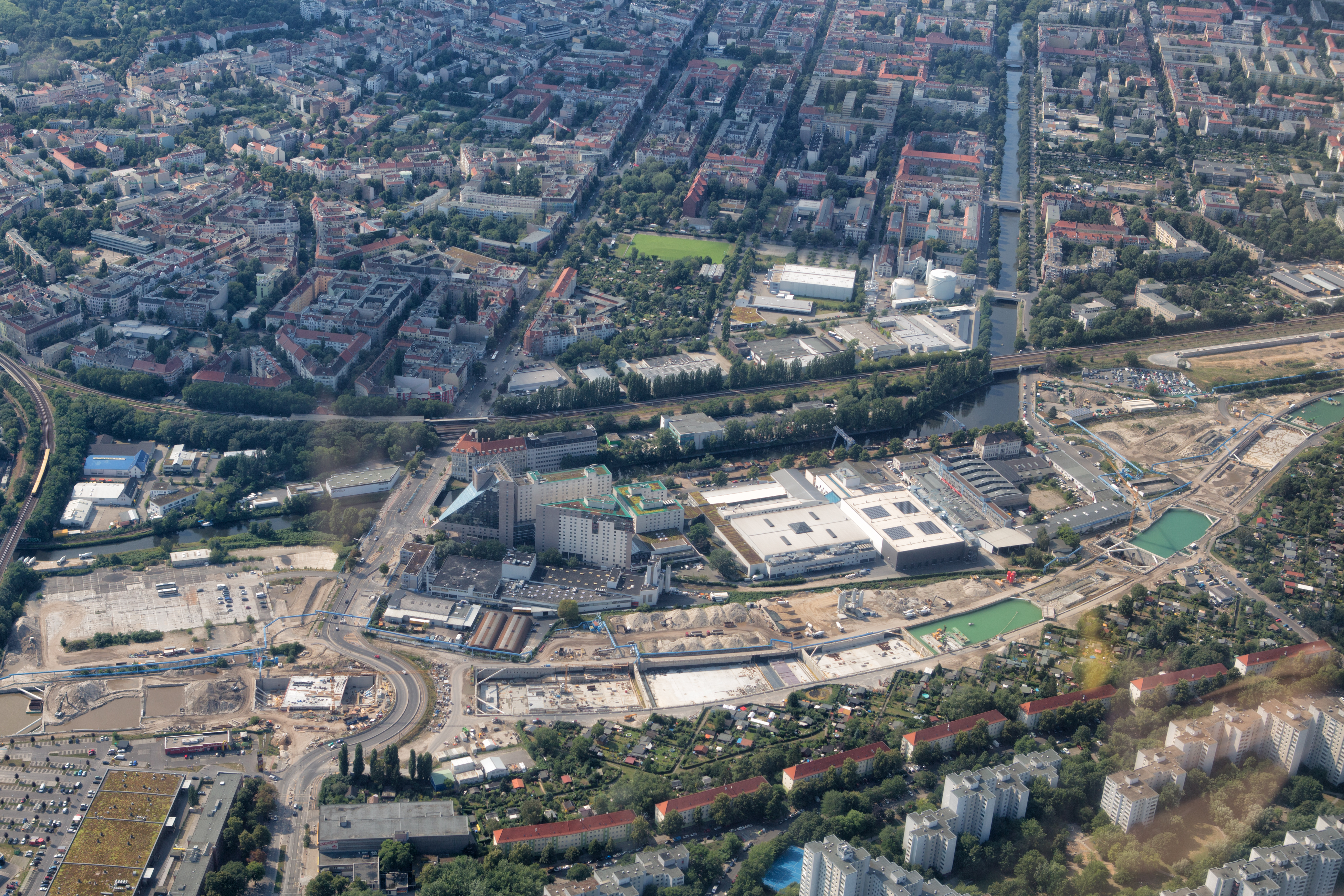
Luftbild des Estrel-Komplexes vor dem Baubeginn, 2016

Der Bau liegt gegenüber dem bestehenden Veranstaltungs- und Hotelgebäude Estrel mit Adresse Sonnenallee 225 auf der anderen Straßenseite der Sonnenallee. Hier befand sich zuvor ein Parkplatz. Beide Standorte sollen mit einem Fußweg unter der Sonnenallee verbunden werden. Direkt neben dem Bau verläuft der Neuköllner Schifffahrtskanal und die unterirdisch geführte Trasse der Stadtautobahn A 100.